# Titularbistum Thaumacus
Thaumacus (ital.: Taumaco (Taumaci)) ist ein Titularbistum der römisch-katholischen Kirche.
Es geht zurück auf ein früheres Bistum der antiken Stadt Thaumakoi in Thessalien in Griechenland. Das Bistum gehörte der Kirchenprovinz Larisa an.
| Titularbischöfe von Thaumacus |                                          |                                                                                                   |                    |                    |
| Nr.                           | Name                                     | Amt                                                                                               | von                | bis                |
| 1                             | Enrique Lasso de la Vega                 |                                                                                                   | 15. Dezember 1728  |                    |
| 2                             | Ramón Falcón Salcedo                     | Abt von San Ildefonso (Königreich Spanien)                                                        | 25. November 1790  | 21. Februar 1794   |
| 3                             | Francisco Javier de Lizana y Beaumont    | Weihbischof in Toledo (Königreich Spanien)                                                        | 18. Dezember 1795  | 11. August 1800    |
| 4                             | József Király                            | Weihbischof in Esztergom (Kaisertum Österreich)                                                   | 18. September 1807 | 11. Januar 1808    |
| 5                             | Justo Santa María de Oro y Albarracín OP | Apostolischer Vikar von San Juan de Cuyo (Argentinien)                                            | 15. Dezember 1828  | 30. September 1834 |
| 6                             | Johann Georg Müller                      | Weihbischof in Trier (Königreich Preußen)                                                         | 22. Juli 1844      | 4. Oktober 1847    |
| 7                             | John Thomas Mullock OFM                  | Koadjutorbischof von Neufundland (Britisch-Nordamerika)                                           | 14. Dezember 1847  | 14. Juli 1850      |
| 8                             | Georges-Claude-Louis-Pie Chalandon       | Koadjutorbischof von Belley (Frankreich)                                                          | 3. Oktober 1850    | 25. Juli 1852      |
| 9                             | Manuel Ignacio Riaño OP                  | Apostolischer Koadjutorvikar und Vikar von Zentral-Tonking (Kaiserreich Vietnam)                  | 20. August 1866    | 26. November 1884  |
| 10                            | Peter Bourgade (Peter Bougarde)          | Apostolischer Vikar von Arizona (USA)                                                             | 7. Februar 1885    | 10. Mai 1897       |
| 11                            | Jean-Marie Simon OSFS                    | Apostolischer Vikar von Orange River (Oranje-Freistaat/Oranjefluss-Kolonie/Südafrikanische Union) | 3. Mai 1898        | 21. November 1932  |
| 12                            | Marie-Luc-Alphonse-Emile Barillon MEP    | emeritierter Bischof von Malakka (Straits Settlements)                                            | 10. Januar 1933    | 27. Juli 1935      |
| 13                            | Gustave-Georges-Arsène Vandaele MEP      | Apostolischer Koadjutorvikar und Vikar von Hung Hoá (Französisch-Indochina)                       | 7. Juli 1936       | 21. November 1943  |